# José Pinheiro Machado
José Pinheiro Machado (Parnaíba, 25 de novembro de 1918 — Teresina, 21 de novembro de 1982) foi um industrial, jornalista, advogado, professor  e político brasileiro que exerceu três mandatos de deputado federal pelo Piauí antes de falecer.

## Biografia
Filho de Pedro Machado de Moraes e Maria de Lourdes Pinheiro Machado. Advogado formado na Universidade Federal do Piauí em 1959 e graduado em Administração pela Universidade Federal do Ceará em 1968, possui o curso de relações humanas no Instituto Dale Carnegie de Washington tendo sido ainda locutor e noticiarista na época da Segunda Guerra Mundial quando fazia suas transmissões de rádio direto de Nova York. Em Parnaíba foi vice-presidente da Companhia de Força e Luz, diretor da empresa Telefones Norte do Piauí S/A,  presidente da Companhia de Águas e Esgotos do Norte do Piauí, presidente da Rádio Educadora de Parnaíba e da Fundação Educacional de Parnaíba. Conselheiro do Serviço Social do Comércio no Piauí, foi professor titular do curso de Administração da Universidade Federal do Piauí.

## Deputado federal

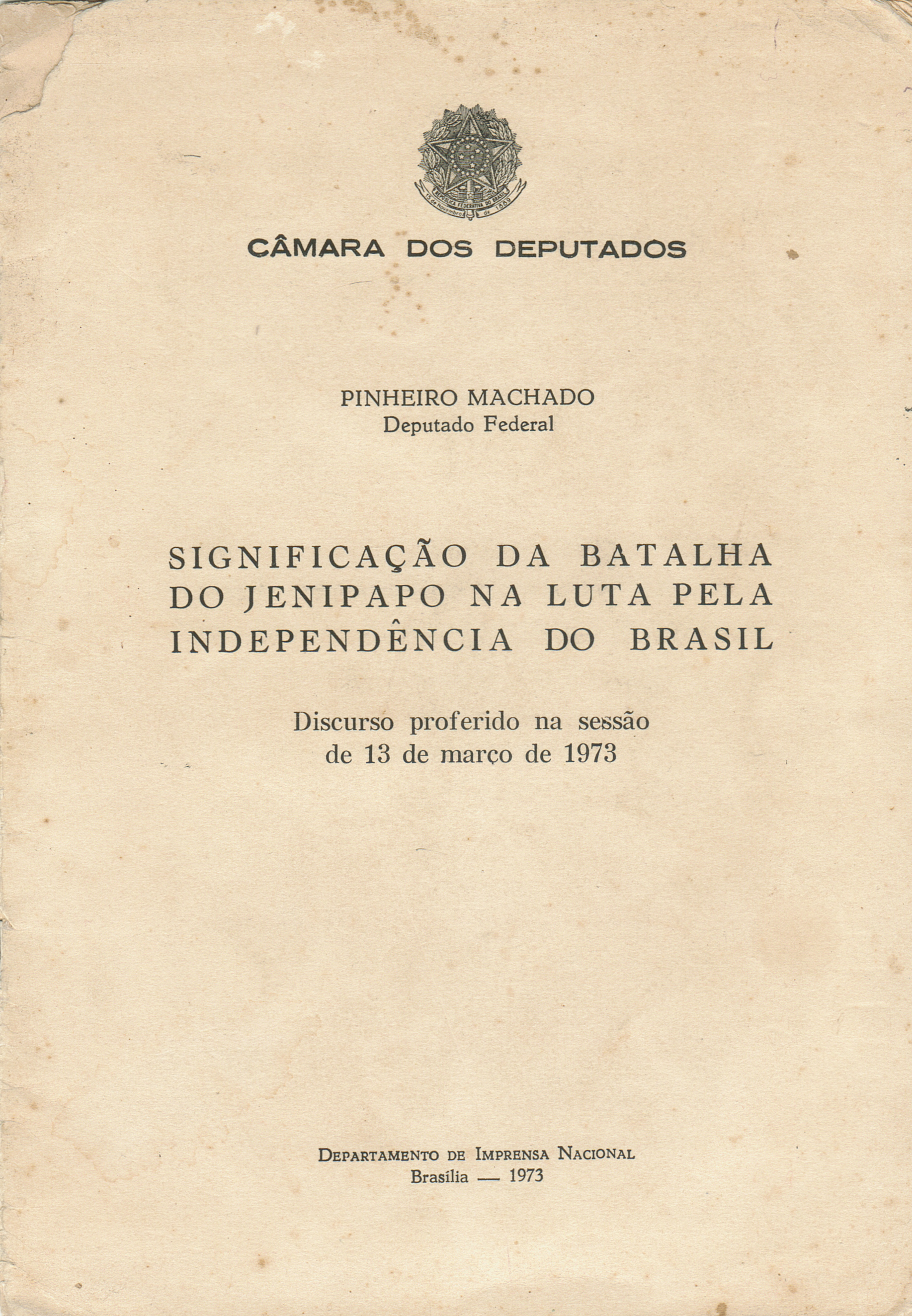
Discurso de José Pinheiro Machado (1973) sobre os 150 anos da Batalha do Jenipapo.

Sua estreia na política se deu pela UDN quando foi eleito vereador de Parnaíba chegando à liderança de sua bancada e à presidência da Câmara Municipal. Após o bipartidarismo ingressou na ARENA chegando a vice-presidente do diretório regional sendo eleito deputado federal em 1970, 1974 e 1978 alinhando-se ao grupo liderado por Alberto Silva que antagonizava com os partidários de Petrônio Portela pelo controle da sigla no estado, disputa que fazia os referidos líderes alternarem vitórias e derrotas.
Segundo a obra do advogado e jornalista José Lopes dos Santos, o nome de Pinheiro Machado foi cogitado para ascender a vice-governador em 1974 como companheiro de chapa de Dirceu Arcoverde, ligado a Petrônio, como forma de apaziguar a disputa política supra mencionada, tal como acontecera quatro anos antes quando, para compensar a escolha de seu adversário como governador do Piauí, o grupo de Petrônio Portela indicou o vice-governador na pessoa de Sebastião Leal. Todavia, as negociações não lograram êxito.
Assim, Djalma Veloso foi alçado ao posto, em vez de Pinheiro Machado. Este último, tão logo foi extinta a ARENA, acompanhou Alberto Silva e  ingressou no PP e, depois, no PMDB, tendo sido eleito primeiro suplente de deputado federal em 1982. Faleceu menos de uma semana após o pleito, vítima de ataque cardíaco. Em seu lugar foi efetivado Heráclito Fortes até o início de 1983, quando este último foi empossado em seu próprio mandato.
Deixou quatro filhos ao falecer: Daina, Renato, Cynthia e Ivana. No dia 25 de novembro de 2018, foi concedido pelo prefeito Mão Santa à filha de Pinheiro Machado, Cynthia, a medalha de mérito municipal da cidade de Parnaíba.